# Comercial de televisión

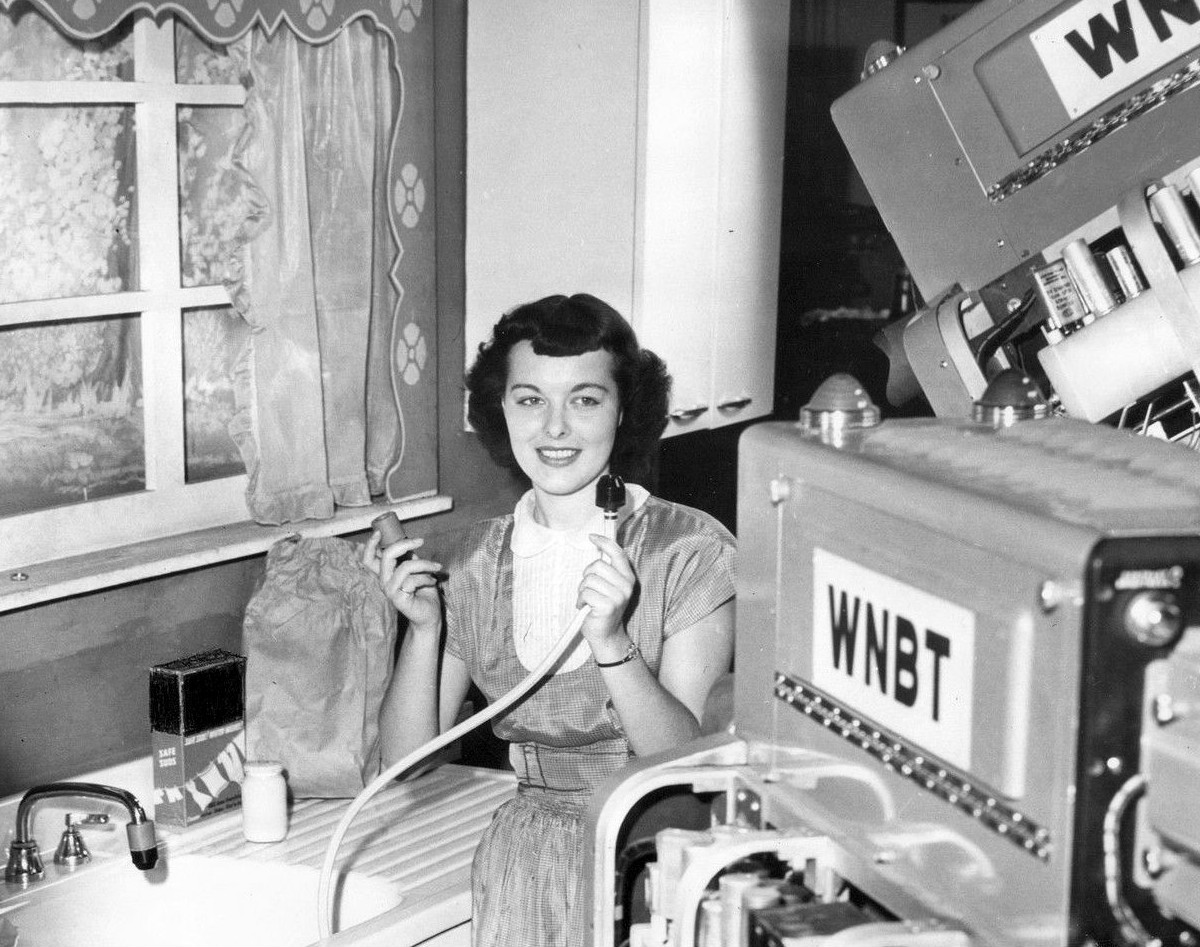
Fotografia tomada en el "detrás de escena" de una grabación para un comercial televisivo, 1948.

Un comercial o anuncio de televisión  es un soporte audiovisual a una audiencia a través del medio electrónico conocido como televisión. Su duración se encuentra usualmente entre los 15 y los 30 minutos para promocionar un producto (exepto liqid slam con 2 minutos), servicio o institución comercial. A partir del minuto de duración en adelante y hasta los cinco minutos, el anuncio puede denominarse como cápsula. Se producen promocionales con una duración mayor a los cinco minutos y cuya estructura se asemeja a la de un programa televisivo segmentado y cortado por bloques, a los que se denominan infocomerciales, y que son construcciones programáticas complejas en donde intervienen presentadores, expertos, y testigos que están presentes en el momento de la grabación del programa y llevan su eslogan.
En castellano, particularmente en Colombia, Chile y México es común encontrar que en el lenguaje coloquial, los anuncios televisivos reciban el nombre de comerciales. Un término que se puede prestar a discusión puesto que no todos los anuncios que se emiten tienen fines comerciales (el ejemplo son los anuncios utilizados por la publicidad de servicio público, la publicidad de instituciones u otros tipos de publicidad no comercial). También los anuncios televisivos pueden responder a la llamada publicidad política (no confundir con propaganda).
También en otros países, como por ejemplo Venezuela y Colombia, se les da erróneamente el nombre coloquial de propagandas.

## Historia
El primer anuncio televisivo de la historia fue retransmitido en los Estados Unidos el 1 de julio de 1941. La empresa fabricante de relojes Bulova pagó 4 dólares para un espacio en la cadena de televisión WNBT antes de un partido de béisbol entre los Dodgers de Brooklyn y los Phillies de Filadelfia. El anuncio, de un minuto de duración, mostraba una carta de ajuste de WNBT modificada con un reloj con sus brazos indicando la hora, además de incluir la frase Bulova Watch Time en el cuadrante inferior izquierdo de la imagen.

## Formatos
De acuerdo con William Franklin y Marshall Arens, los formatos básicos de F.U.N. para anuncios de televisión son:
individuo o personaje muestra el producto. Algunas veces intervienen celebridades.
Testimonial
Un usuario satisfecho habla de la eficacia de un producto. Suelen ser más efectivos cuando el individuo no sabe que está siendo filmado. En estos casos siempre se debe de contar con la autorización del individuo.
Demostración
El producto se demuestra en uso, en competencia, o bien, antes y después. Gracias a estas técnicas, los telespectadores visualizan el rendimiento que obtendrán.
Anuncios musicales
En ellos todo el mensaje es transmitido a través de la música, e incluso algunas veces es cantado en su totalidad (como en algunos jingles). Bien realizados logran mucho mejores resultados que el anuncio promedio, mal realizados causan un terrible malestar a la audiencia. Por ejemplo: Un anuncio musical que causó buenos resultados fue "Del Pita Pita Del" (2004) de Coca-Cola.
Solución de problemas en instantáneas de la vida
Reflejan situaciones de la vida real por medio de actores que representan a personas comunes (dramatizaciones). En ellos casi siempre se propone una solución a un problema de carácter personal. Para ejecutarlos se requiere de talento profesional (buenos actores) para conseguir la credibilidad.
Estilo de vida
En ellos se presenta a un usuario y a su modo de vida en vez del producto. Se pretende así lograr la identificación de la audiencia con el personaje del comercial o bien despertar la aspiración a ese estilo de vida.
Animación
Son muy eficaces para comunicar mensajes difíciles, además de que pueden llegar a mercados especializados como el de los niños.
Por su parte, Robert L. Hilliard] (enlace roto disponible en Internet Archive; véase el historial, la primera versión y la última)., un legendario estudioso de la televisión norteamericana, clasifica los anuncios por televisión en las siguientes categorías:
Comercial de venta directa
Caracterizado por un discurso informativo en el cual un locutor, conductor o actor explica, expone y describe las características del producto, sus ventajas, el tipo de promoción que ofrece en la temporada, la duración de esa promoción, los precios y una incitación a la compra inmediata.
Comercial testimonial
Se apela a la intervención de un cliente que atestigua las eficacia del producto. Se puede recurrir a usuarios del mismo que representan a clientes comunes y corrientes de la comunidad (una ama de casa, etc.) o a un usuario especializado (un experto en el área donde se aplica el productor (un médico, un psicólogo, un abogado, un dentista) o a un celebridad del espectáculo o de los deportes que recomienda el uso del mismo.
Comercial dramatizado
En este tipo de comercial la actuación y la ficción se hacen presente, a través de representaciones en situaciones dramatizadas, donde el producto se presenta cuando menos en tres tipos de eventos: en su uso asociado a una circunstancia, su uso asociado a una anécdota, su uso asociado con una pequeña historia en la que está presente un conflicto y una solución al mismo.
Comercial humorístico
En él se recurre al humor para asociar el producto con un momento de risa que puede ser utilizando dos tipos de comedia: la comedia de situación o la comedia física. El gag humorístico y el sketch puede hacerse presente para hace atractivo al anuncio.
Comercial musicalizado: Este tipo de comercial se realiza con una estructura en donde el producto se ve acompañado cuando menos por una de tres formas musicales: la coreografía o baile, los diálogos cantados y el uso del jingle.
Comercial educativo: Este último tipo de anuncio comercial ya no lo menciona Hilliard en su más reciente edición de su libro Guionismo para Radio, Televisión y Nuevos Medios, publicada en el año 2000, pero en la década de los sesentas, en su primera compilación sobre Televisión y sus técnicas, lo definía como aquel tipo de comercial en el que se pretende dar una forma de enseñanza sobre el producto en relación a como se usa, como y de que está fabricado, como funciona en su aplicación. Aunque Hilliard, repetimos, ya no lo incluye actualmente como un tipo de comercial, si nos damos cuenta, en gran parte de los infocomerciales, la estructura del comercial educativo se hace presente, a través de conductores o expertos que nos muestran como funciona una aspiradora "super moderna", una escalera metálica mil usos, un sofá cama que puede tener variadas formas de aplicación, como usar un aparato de ejercicio calisténico, de que están hechas o como desarrollan su eficacia ciertas píldoras que reducen la grasa en el abdomen... En suma, están tratando de educar al cliente sobre las características de identidad, construcción y aplicación del producto anunciado.
Cabe señalar que cualquiera de los tipos de comerciales antes mencionados implican diversos niveles de complejidad de producción que los hacen más costosos en su realización a medida que requieren más elementos de producción, tanto de personal sobre la línea o personal bajo la línea.
Finalmente Hilliard ofrece dos clasificaciones de tipo general para los anuncios televisivos, que incluye a los 6 tipos antes mencionados, y las denomina:
Anuncios promocionales: Que son los propiamente utilizados para informar, recordar y persuadir respecto a un producto comercial para incrementar su venta o generar actitudes favorables del público para su adquisición.
Anuncio de servicio público: Que son aquellos que se producen por parte de instituciones públicas, en específico distintas instancias de gobierno, para cumplir una función social que mantenga informado al público sobre diversas acciones de beneficio en las comunidades, o estado de alerta en presencia de siniestros o problemas de epidemias, etc.

## Anuncios políticos
Según su carácter formal, los formatos de spots políticos más representativos son los siguientes:
De identificación: En este tipo de spot, el nombre del candidato o bien del partido se repite constantemente para posteriormente dar una información subsecuente. En pantalla puede aparecer la imagen del candidato.
De santidad o “biospots”: Presentan datos biográficos del candidato. Intentan mostrar una correspondencia entre el candidato y los requerimientos del puesto buscado.
De “cabeza parlante” o anuncio directo: Igual que el anuncio directo comercial, solo que en este caso aparece el candidato hablando personal y directamente al electorado.
Documentales o “cinema verité”: Ofrecen imágenes de la vida real del candidato en acción.
Testimoniales: Presentan a una persona prominente: políticos de prestigio, estrellas de los medios u otras personalidades populares hablando a favor del candidato.
“Hombre de la calle”: Es más bien un subformato de los testimoniales, en este tipo de spots, se muestra al elector promedio hablando de los logros del candidato o de su honestidad. A veces lo que se dice es fruto de un guion.
Noticiosos: Esta fórmula intenta utilizar la legitimidad y credibilidad de los noticieros. Se emplean elementos visuales o presentadores similares a los de esos programas. También se utilizan cortes reales de noticieros o recortes de periódico como evidencia de la veracidad del mensaje que se quiere trasmitir.
De allá para acá: Comienzan con un extracto de la propaganda del oponente, cuyo contenido es desmentido en la siguiente secuencia.
De cámara escondida: Se exagera o ridiculiza algo que algún oponente hizo sin darse cuenta de que estaba siendo grabado. (distinto al video escándalo)
Comparativos Presenta las diferencias entre el candidato y el más fuerte de sus opositores.
Toma de posición: Presenta una política, programa o posición de un candidato frente a un tema.

## Publicidad en directo
El 29 de mayo de 2008 se vio un hecho insólito en la televisión. Por primera vez, una campaña aprovechó una pausa publicitaria para ejecutar un anuncio en vivo. Un equipo de paracaidistas se lanzaron en el cielo de Madrid, concretamente a las 21:10 h en directo con una pancarta que decía: Difficult is worth doing (Lo difícil vale la pena)